# Magda Eggens
Magdalena (Magda) Eggens, född Magdolna Fried 1924 i Kisvárda i Ungern, död 2016, var en svensk författare och förintelseöverlevare.

## Biografi
Magda Eggens var dotter till Sandor och Flora Fried och växte upp i Ungern tillsammans med sina två yngre systrar Eva och Judith. 
Först i mars 1944 drogs Ungern på allvar in i det pågående andra världskriget, då Nazi-Tyskland ockuperade Ungern och omgående införde nationalsocialismens beryktade judelagar. Detta drabbade Eggens familj mycket hårt, där hennes far miste sitt arbete, hennes morföräldrars gård konfiskerades, och hela familjen den 16 april 1944 fördes iväg till ett getto i utkanten av staden och tvingades bära gula Davids-stjärnor. 
Kort därefter tvingades hela familjen i början av maj till järnvägsstationen för att transporteras till Auschwitz i boskapsvagnar. Väl framkomna skildes män och kvinnor åt, och Eggens såg för sista gången sin pappa, som senare dog i Mauthausen. Kvinnorna fick fem och fem gå fram till doktor Mengele som efter en snabb bedömning lät Eggens höggravida mor och hennes lillasyster Judith, 13 år, omgående gå till döden i gaskamrarna, medan Magda, 20 år, och hennes lillasyster Eva, 18 år, bedömdes som arbetsföra. I september 1944 flyttades hon och hennes syster Eva till ett arbetsläger för kvinnor i Weisswasser och därefter vidare till andra arbetsläger, slutligen Neuengamme utanför Hamburg. De två systrarna kom att evakueras med den första transporten till Sverige med Folke Bernadottes vita bussar och anlände vid månadsskiftet april/maj 1945. 
Eggens var då i mycket dålig kondition, vägde 28 kg och var helt apatisk, men återhämtade sig och hamnade så småningom i Gislaved där hon arbetade i gummifabriken. Hon mötte där sin man Helge Eggens, och de kom på olika sätt att verka och leva i det uppväxande Vällingby. Eggens utbildade sig så småningom till fritidsledare och kom i sitt yrkesliv att på olika sätt arbeta med ungdomar och fritidsgårdar i Vällingby.
När nynazister och förintelseförnekare blev aktiva i Sverige i slutet av 1980-talet ledde detta till att Magda Eggens mer aktivt trädde fram som ett vittne om Förintelsens fasor, och började besöka skolor och skriva böcker. Hennes första bok "Vad mina ögon har sett" gavs ut 1992 i samarbete med Rose Lagerkrantz, och hon har därefter gett ut ytterligare 8 böcker. Eggens reste runt i hela landet där hennes föreläsningar fyllde klassrum och samlingssalar. Hon drog sig inte för att resa till platser i Sverige där främlingsfientligheten var stor. I mötet med ungdomar fanns inga tabun, och hon svarade på i princip alla frågor.
Eggens fick flera utmärkelser för sina insatser, bland annat H.M. Konungens medalj Illis Quorum i 8:e storleken 1999, för "betydelsefulla insatser bland barn och ungdom mot rasism och främlingsfientlighet".

## Utmärkelser
- 1997 - Stockholms läns Landstingspris för insatser mot främlingsfientlighet[8]
- 1999 - H.M. Konungens medalj Illis Quorum i 8:e storleken, för "betydelsefulla insatser bland barn och ungdom mot rasism och främlingsfientlighet"[7]
- 1999 - Studieförbundet Vuxenskolans Folkbildningsstipendium[8]
- 2000 - FoSams (Folkbildningsorganisationernas Samarbetskommitté i Stockholm) Kulturpris[8]